# Mikušovce, Ilava
Mikušovce este o comună slovacă, aflată în districtul Ilava din regiunea Trenčín. Localitatea se află la altitudinea de 308 m deasupra n.m., se întinde pe o suprafață de 8,5 km2 și în 2017 număra 1.017 locuitori. Se învecinează cu comuna Červený Kameň.

## Istoric
Localitatea Mikušovce este atestată documentar din 1259.

## Demografie
| An:                | 1994 | 2004   | 2014   | 2024   |
| ------------------ | ---- | ------ | ------ | ------ |
| Număr de persoane: | 1014 | 1019   | 1028   | 1044   |
| Diferență:         |      | +0,49% | +0,88% | +1,55% |

| An:                | 2023 | 2024   |
| ------------------ | ---- | ------ |
| Număr de persoane: | 1050 | 1044   |
| Diferență:         |      | −0,57% |